# Залуква
Залу́ква — село Івано-Франківського району, Івано-Франківської області. Входить до складу Галицької міської громади.
У селі збереглась унікальна пам'ятка — Караїмське кладовище.

## Розташування
Розташоване на правому березі р. Дністра та лівому березі р. Лукви, за 0.5 км від міста Галич. Поділяється на такі частини: Бахурівка, Вигін, Гробиська, Долішній Кінець, Канада, Клебанщина, Клепачівка. Через село проходить автодороги Галич — Сівка-Войнилівська та Галич — Калуш.

## Історія

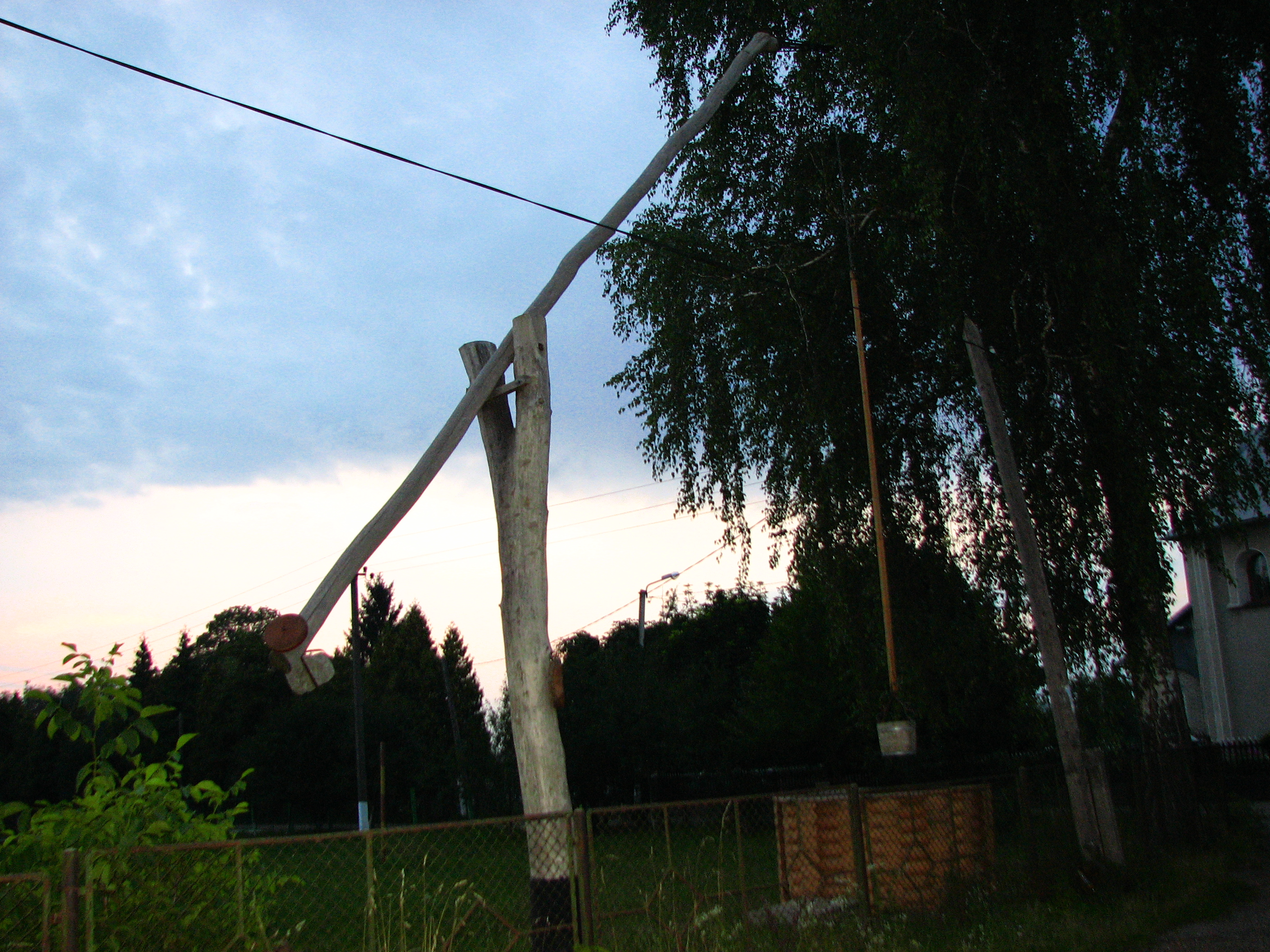
Стародавня криниця

Перші поселення людей на території Залукви, виявлені археологами, відносяться до часів неоліту — IV—III тис. до н. е., та належать до культури лінійно-стрічкової кераміки. Назва культури походить від знахідок глиняного посуду із характерними для них заглибленими лініями.
На території села археологи знайшли поселення трипільської культури IV—III тис. Заселення територій Залукви відбувалося з Покуття — східної частини Івано-Франківської області. Земельні угіддя знаходилася поблизу їхніх поселень, яке нараховувало до сотні жител та господарських споруд. Воно мало чітке планування. Будинки стояли концентричними колами довкола великого майдану, на якому розміщувалися громадські споруди — святилища. Від майдану радіально розходилися вулиці, обабіч яких розташовувались садиби. Житла були наземні, різні за розмірами (від 20 до 150 м²).
Також виявлені поселення голіградської культури фракійського гальштату (Х-VII cт. н. е.). Його заснували фракійці — вихідці з південної частини Центральної Європи. Перші поселення розміщувались на підвищеному плато правого берега річки Дністер. В цей час у жителів з'являються залізні знаряддя праці. Основою господарства було мисливство, скотарство, землеробство, гончарне виробництво тощо. Представники вищезгаданих археологічних культур зводили наземні житла з дерева та глини.
У Залукві розташовувались садиби галицьких князів, бояр, знаті ремісничі та духовні центри.
Уперше документи фіксують повідомлення про населений пункт під назвою Залуквяни у 1440 р. Іншого разу Залуква згадується у 1447 р. як передмістя Галича. Довший час село поділялося на 3 самостійні громади: Лавринів Кут, Митрополію і Плебанщину.
- Найдавнішою частиною села був Лавринів Кут. Він сформувався на місці літописного боярського Судиславового двору. Тут стояла церква святого Михаїла, в якій у 1231 році перед походом на Перемишель молився король Данило Галицький. У XIV ст. Судислав двір став резиденцією галицьких війтів. В 1716 році було збудовано нову церкву Святого Михаїла, простояла до кінця XVIII ст поки не розібрали її.
- Інша частина Залукви — Митрополія утворилася на початку XIV ст. на ланах Галицької дієцезії. Ці землі священослужителі отримали в дар ще від галицьких князів. Цією частиною населеного пункту управляли крилоські намісники митрополитів, а пізніше — єпископів. Храмами Митрополії були спочатку церква святого Петра, а дещо пізніше — Богоявленська церква. Перша згадується в люстраціях 1556 й 1562 рр. Наприкінці XVIII ст. церква занепала і через відсутність коштів, а також об'єднання релігійних громад села вже не відбудовувалася.
- І третя частина Плебанщина сформувалася вже після приєднання Галичини Польщею. Частина цих земель стала власністю францисканського монастиря святого Станіслава. В 1427 році у Плебанщині проживало 12 селян які обробляли церковні землі. У Плебанщині стояли два храми: дерев'яна церква Пречистої Діви Марії Ланівської та мурована святиня Троїцького монастиря. Обидві споруди згадуються в люстрації 1556 р. А також доказом є знайдені на цьому місці камяні уламки архітектурних деталей в романському стилі. Вони були знищені під час одного з турецько-татарських нападів. У 1800 році із залишків старих церков було зведено новий храм.

Від 1569 по 1772 частини сучасного села Залуква входили до Руського воєводства Речі Посполитої.
Між власниками різних частин Залукви упродовж кількох століть тривали конфлікти та судові процеси за межі земельних угідь. Суперечки за землю точилися й між власниками села та їх підданими. Так у 1663 році скривджені жителі Залукви подали скаргу до магістрату на свавільного війта Мартина Бистрийовського, який силою відібрав наділи селян, надані їм королями Речі Посполитої.
Згідно з ілюстрацією 1629 року єдиного господаря у Залукві не було. Земельні угіддя передмістя становили 20 ланів, 6 із яких належали міським війтам, 5 — галицьким старостам, 1 — католицькому священникові, та 8 — міщанам і львівським єпископам. Люстрація 1661 року вказує що на цій місцевості мешкали 33 підані.

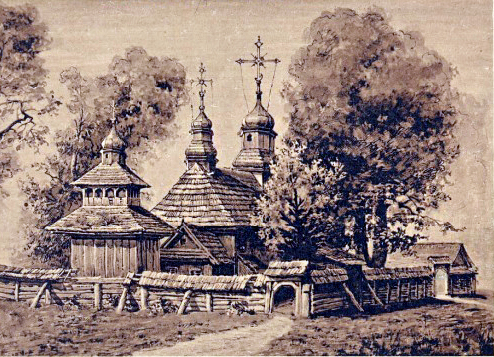
Давня церква XVIII століття. Розібрана для будівництва нової у 1989 році.

У 1767 році тут знаходився фільварок, де працювали 72 підданих.
Після першого поділу Речі Посполитої 1772 року, Залуква як і вся Галичина відійшла під контроль Австрії. Після приєднання австрійська адміністрація об'єднала три частини Залукви в один населений пункт. Її війтом став Ілько Мазурик.
Австрійська влада дбала про економічний розвиток приєднаних до неї територій. З цією метою впорядковувались дороги та мости через річки. Протягом 1827—1828 років рр., прокладено — Калуський гостинець. А в 1860-х роки побудовано гостинець Залуква-Пукасівці, названий в народі — Австрійським. Вони служать до цього часу.
У 1832 році Отець Петро Левицький був засновником першого приватного кооперативу.
У 1848, 1872 та 1916 роках Залуква пережила епідемії холери.
У 1875 році в Залукві відкрили школу.
В селі була відкрита бібліотека про що свідчить звіт про літературу за 1858 рік, що на той час знаходилось 6 916 примірників книг.
У 1880 роках отець і архелог Лев Лаврецький розкопав фундаменти семи давньогалицьких храмів в Залукві. Що згодом поклало початок архелогічним дослідженням спадщини княжого Галича. Також Лев Лаврецький був інціатором закладення читальні імені М.Качковського в 1911 році.
Станом на 1890 рік в Залукві було 253 будинки, мешкало 1 735 осіб.
З 1903 року в селі діяла читальня — Просвіти, а з 1908 року кооператив — Власна поміч, позичкова каса, крамниця.
3 вересня 1914 року в село увійшли російські війська, які згодом відступили.
У роки Першої світової війни в боротьбі проти Російської імперії в лавах Українських Січових Стрільців загинули 24 жителі села Залукви.
13 липня 1917 року у Залукву до отця Івана Мулика приїздив Д. Дорошенко (історик).
2 листопада 1918 року на другий день після Листопадевого зриву в Львові і проголошення ЗУНР, жителі села Залуква в кількості 100 людей на чолі Іванни Блажкевич взяли владу в Галичі і Залукві.
В результаті програшу у війні ЗУНР з поляками (1918) а також умов Паризької мирної конференції 1923 року, Залуква як і вся Галичина була закріплена за Польщею аж до 1939 року.
У 1921 році в Залукві відкрився гурток — Рідної мови імені М. Шашкевича, при якому діяла підліткова секція — Доріст. У 1930 році члени гуртка заснували хор та аматорський драм-гурток.
У 1925 році за сприянням членів партії УНДО відновив свою роботу кооператив — Власна поміч (80 членів, головою був Степан Скрентович), метою якого було створення українських торговельно-промислових осередків. У 1938 році він уже мав 3 крамниці.
Окрім того в селі працювали кооперативи:
- Згода 1924 р., голова Г. Бучко
- Спілка 1924 р.
- Українська щадниця 1929 р., голова С.Лисак

У 1927 році почав діяти гурток — Сільського господаря (голова А.Терпиляк). Його члени пропагували нові наукові методи ведення господарства.
Одним з найчисленіших товариств у Залукві був — Сокіл, заснований у 1927 році і мав 145 членів.
На початку 1928 року при читальні Просвіти виник Союз українок.
У 1932—1933 жителі села Залуква почали збір продуктів для голодуючих українців УРСР.
У візитації села Залукви 1934 року, зазначено, що пнаселення складало 1895 мешканців з них 1687 греко-католиків, 90 римо-католиків, 79 євреїв, 39 караїмів. В селі діяла 4 класна двомовна (польсько-українська) школа, де навчалось 243 дітей, також існувало братство Найсвятіших Тайн (210 членів) та Український католицький союз (110 членів).
Від 1918—1939 село Залуква входить міську гміну Галича, Станіславський повіт.
19 вересня 1939 року на територію Залукви встпули війська Червоної армії. Всі громадські організації перестали існувати, їх ліквідували. Тоді закрили осередки незалежних партій і організацій, читальню Просвіти, кооперативи, почались репресії та насильницька депортація жителів в Казахстан, Сибір. Однак нову владу було сформовано із членів КПЗУ.
Нацитська окупація села тривала з липня 1941 року до липня 1944 року. Нацисти розстріляли 9 жителів села які були членами ОУН.
Відразу ж після повернення червоних окупантів, в село насильно було мобілізовано 114 жителів Залукви на фронт. Однак близько 80 місцевих жителів брали участь у підпільній роботі ОУН та воювали в УПА проти комуністів.
У 1944 році розпочався кривавий розгул більшовицького НКВД. Понад 60 мешканців села загинули в боротьбі проти червоних, а ще 56 були депортовані.
З 1945—2020 Залуква входить в Галицький район.
У лютому 1949 році в Залукві провели примусову колективізацію. Із 560 одноосібних селянських господарств тільки 98 об'єднались у колгосп імені І. Франка.
Протягом 1957—1959 років в Залукві видавався рукописний нелегальний журнал — Борітеся-Поберете.
У 1970 роках колективне господарство спеціалізувалось на відгодівлі великої рогатої худоби. При ньому діяли млин і цегельний завод.
У 1972 р. відкрито обласний навчально-курсовий комбінат. На його базі у 1980 р. створений міжшкільний навчально-виробничий комбінат.
У 1983 році до Залукви приєднали село Гробиська.
У 1980-х роках встановили обеліск загиблим односельченам, які воювали в лавах Радянської Армії.
У 1985 році в селі розпочато газифікацію.
У 1989 р. в селі відновило свою діяльність товариство «Просвіта ім. Т. Г. Шевченка». Керівний склад товариства: Н. Драт, Л. Бойко, В. Крук, М. Медвідь.
Протягом 1989—1991 рр, у селі виникли осередки партії НРУ та зростає громадянська свідомість. Відновляються та споруджуються нові пам'ятники.
З ініціативи Союзу українок та педагогічного колективу на фасаді школи 1 листопада 1998 року відкрито меморіальну дошку Іванні Омельянівні Блажкевич. Під барельєфом письменниці міститься напис: «Іванна Блажкевич, громадська діячка, письменниця, педагог. У 1914—1919 рр. вчителювала в Залукві».
У 1999 р. закінчено будівництво нового приміщення РЕМу, старі приміщення переобладнано на квартири для працівників. В підприємстві працює більше 100 працівників. Основна мета діяльності — обслуговування ліній електропередач.
У жовтні 2011 р. з ініціативи місцевого активіста Петра Ткачівського відбулось відкриття Пласту. Станом на 2021 р. при Залуквянській школі налічує біля 20 пластунів.
З 2020 року село входить в Галицьку міську громаду, Івано-Франківського району.

## Населення

### Мова
Розподіл населення за рідною мовою за даними перепису 2001 року:
| Мова       | Кількість | Відсоток |
| ---------- | --------- | -------- |
| українська | 2391      | 99.50%   |
| російська  | 9         | 0.38%    |
| білоруська | 1         | 0.04%    |
| польська   | 1         | 0.04%    |
| румунська  | 1         | 0.04%    |
| Усього     | 2403      | 100%     |

## Сьогодення
За даними на 2015 рік в селі
- функціонує відділення зв'язку, кафе-бар, 13 магазинів, ФАП, дитячий садочок, середня школа,
- обласний Івано-Франківський навчально-виробничий комбінат та Галицький міжшкільний навчально-виробничий комбінат,
- будинок культури, перукарня, бібліотека.

## Освіта

### Школа
Перша згадка про парафіяльну школу в селі належить до 1932 року, вчителем у ній був Петро Левицький.
У 1875 році у Залукві відкрито однокласну тривіальну школу. А у 1896 році війтом села Григорієм Зубкевичем та отцем Левом Лаврецьким збудовано нову школу.
В 1931—1932 роках в селі діяли вже дві школи: чотирикласна двомовна та однокласна з польською мовою навчання.
У 1966 році побудовано сучасну будівлю школи де вчяться діти і по нині.
У 1988 році школу реорганізовано із восьмирічної в середню.
У 2013 році Залуквянській школі присвоєно ім'я Іванни Блажкевич.
З 2020 р. —  ліцей ім. Іванни Блажкевич, тут навчається 260 учнів.

### Дитячий садочок
Перший дитячий садочок у Залукві було закладено з ініціативи Союзу українок у 1929 році. Більше десяти років у Залукві діяв дитячий заклад — Захоронка.
У 1974 році був зданий в експлуатацію двоповерховий будинок для дитячого садка де розмістилось 4 групи.
1986 році відкрився ясла-садочок Теремок
Деякий час у Залукві було 2 дошкільних заклади. Однак у 2000 роках закрився старий колгоспний садочок.
У дошкільному закладі — Теремок в 2015 році виховувалось і навчалось 75 дітей

### Народний дім

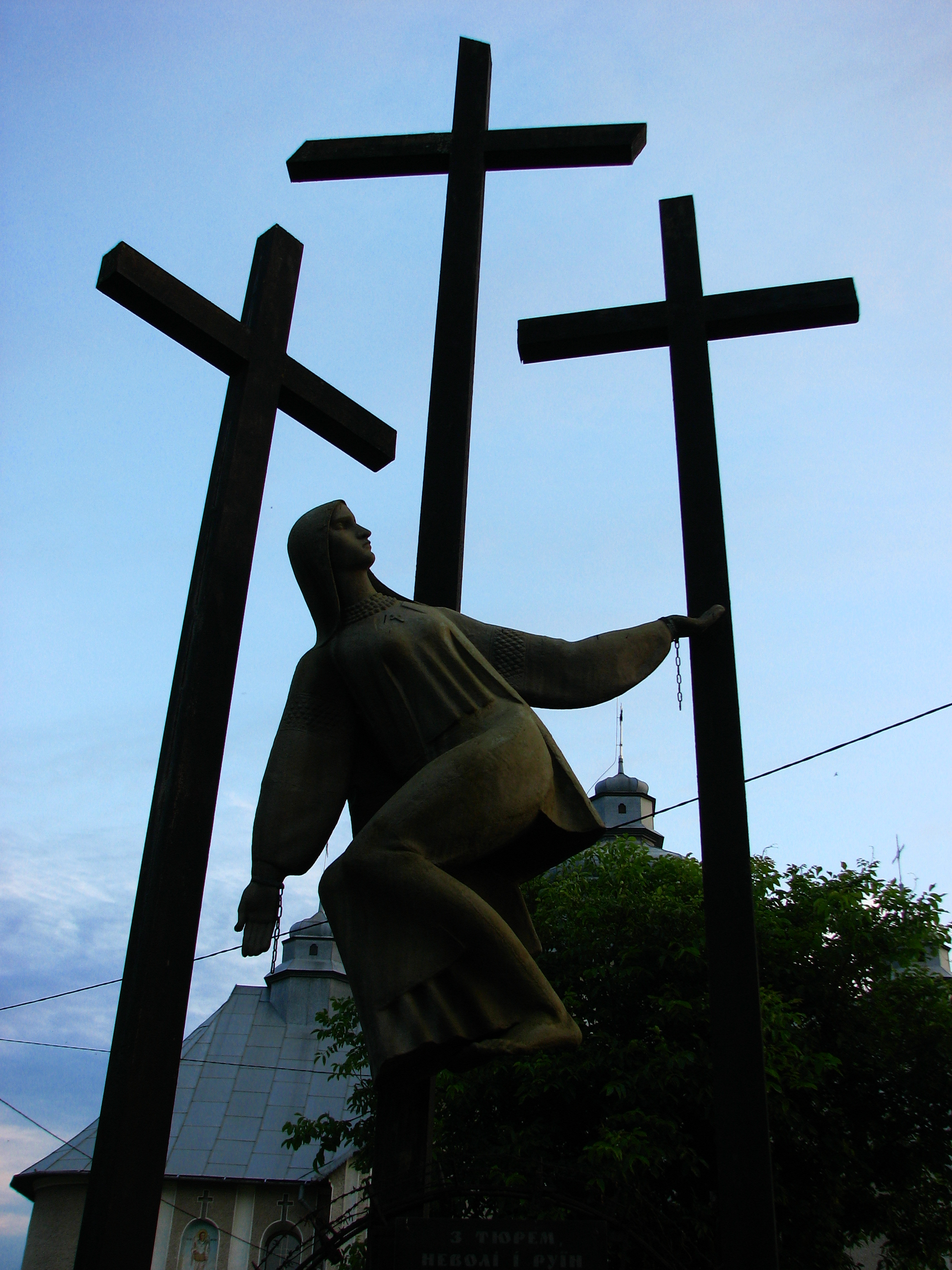
Памятник жертвам XX століття 1994 р.

Перший Народний дім в Залукві побудували наприкінці XIX ст. З 1882 року в Народному домі розмістилась бібліотека ім. М.Качковського. Та в роки Першої світової війни Народний дім згорів.
Другий Народний дім був збудований в 1933 році. У ньому проводились районні та сільські збори членів товариства Просвіта і не тільки.
За радянських окупантів будівля 1930 рр. була знесена і збудований сучасний Народний дім у 1978 році
2010 році відбувався ремонт будівлі і урочисте відкриття оновленого Будинку культури.

## Караїмське кладовище

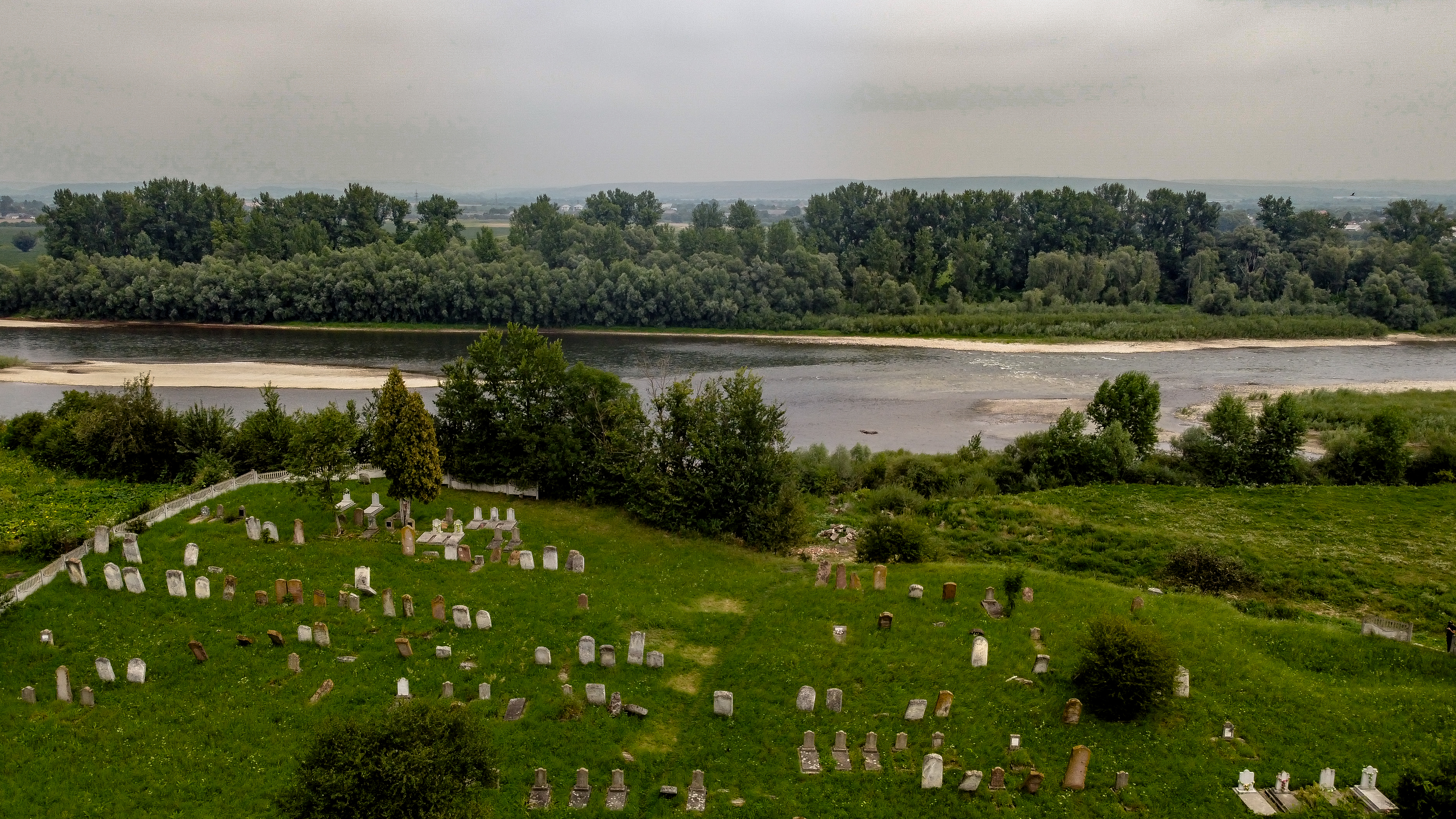
Караїмське кладовище і Дністер

Розташоване воно на правому березі річки Дністер, неподалік того місця, де закінчується його притока Луква, у присілку Залукви Гробиська. З півночі кладовище закінчується стрімким берегом Дністра (Скалою), з півдня межує із зруйнованим єврейським цвинтарем. Сучасна територія кладовища 0.4 га.
Вважається, що перші поховання датуються XVI століттям.
Багато пам'ятників було знищено в роки Першої та Другої світової війни. Зокрема в роки Другої світової війни був розташований артилерійський пункт. Зазнало кладовище руйнувань і через вандалізм. Багато плит було розбито, вивезено радянськими окупантами.

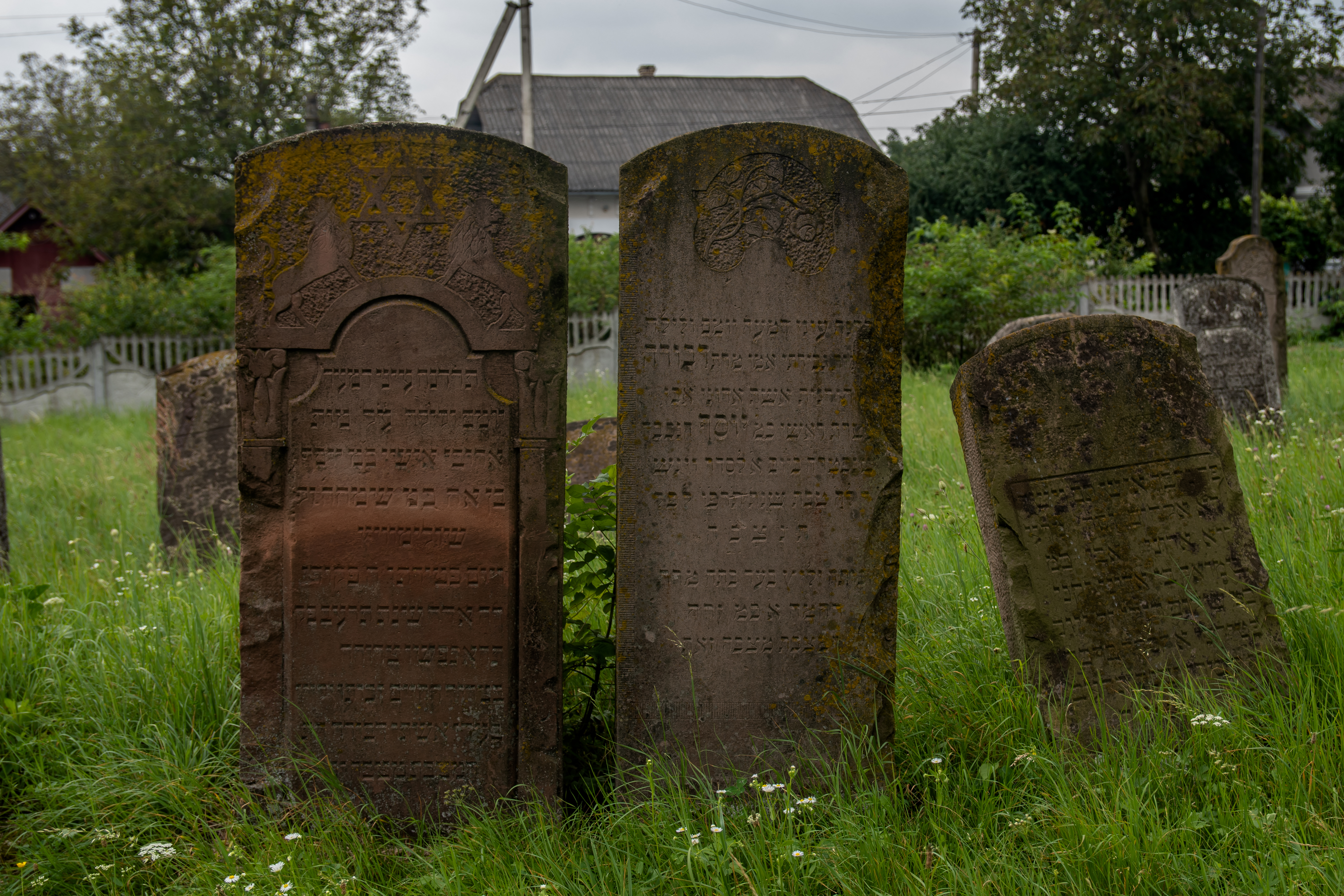
Караїмські плити

Сьогодні збережено тільки десятки плит XVIII—XX ст. На них збереглися караїмські символи у вигляді корон, глечиків, дерев. Зустрічаються караїмські символи — семисвічники, шестикутна зірка Давида, олені, леви. Деякі оброблені рослинним орнаментом.
Є майже 80 стел з барельєфами.
Похований тут і видатний караїмський поет — Захарія Абрагамович.

## Пам'ятки

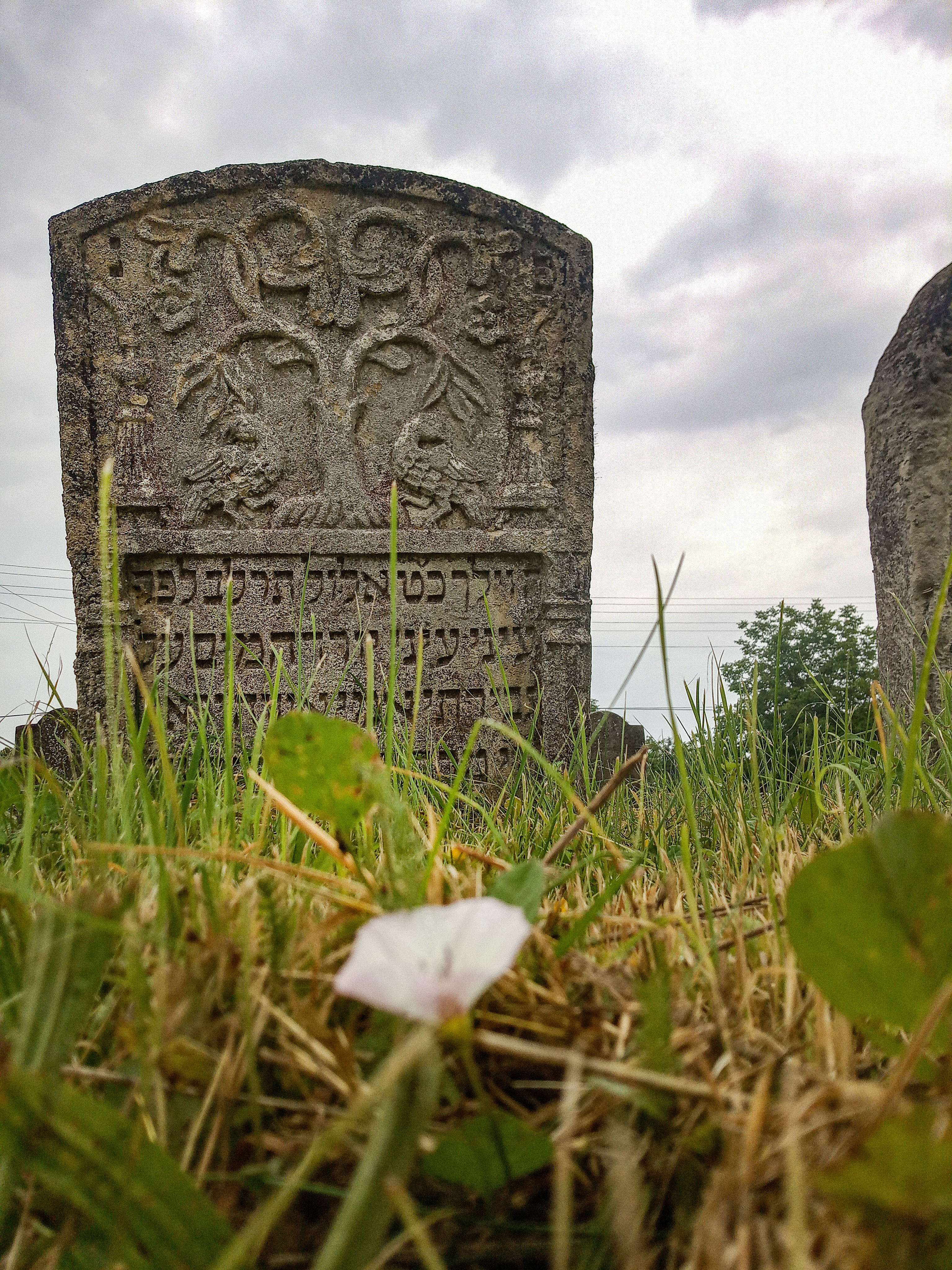
Караїмська плита

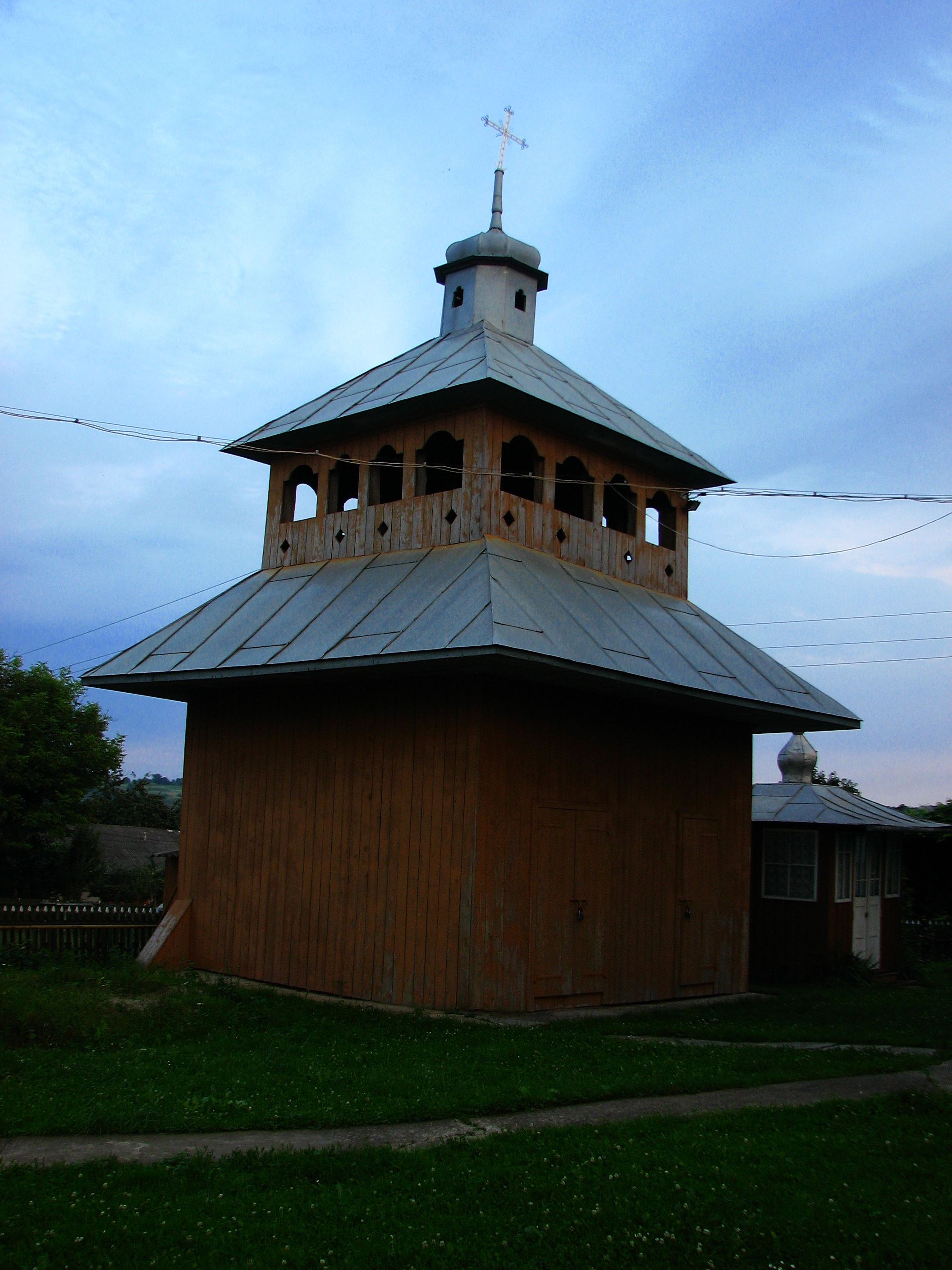
Дзвіниця

— Караїмське кладовище XVII ст.
 — Дзвіниця церкви XIX ст.
- Каплиця з нагоди десятиріччя скасування кріпацтва 1858 р (відновлена 1991)
- Пам'ятний знак Братства тверезості 1880 р (відновлений 1989)
- Пам'ятник Богдану Хмельницькому 1964 р.
- Церква Святих Апостолів Петра і Павла (УГКЦ) 1989 Р.
- Символічна могила Борцям за волю України 1990 р.
- Пам'ятний знак полеглим у Першій світовій війні 1991 р.
- Пам'ятний знак будівничим 1992 р.
- Пам'ятник жертвам XX століття 1994 р.
- Пам'ятний знак жертвам репресій 1994 р.
- Пам'ятний знак братам Криса — борцям за волю і незалежність України 2009 р.

## Релігія

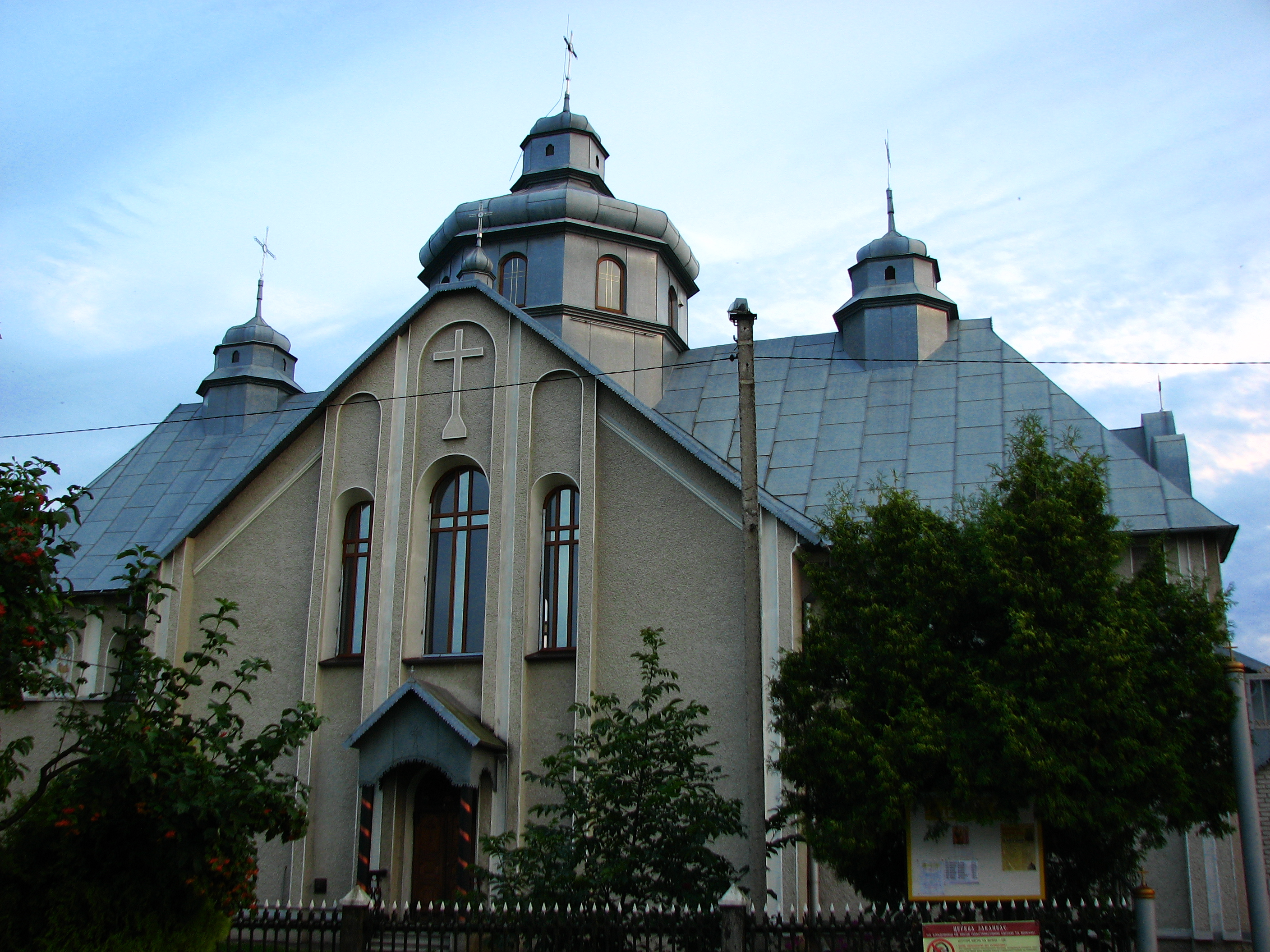
Церква

### Церква Святих Апостолів Петра і Павла
Вперше церква згадується в історичних джерелах у 1556 році в люстраційному акті Галицького староства. Сучасна назва церкви згадується у 1740 році. Патроном церкви з часу її побудови був галицький митрополит.
В 1856—1859 рр. було проведено її реконструкцію.
У 1962 році церква була закрита радянськими окупантами, а в 1986 році пропав церковний дзвін, який вважався одним із давніших і найкращі в окрузі. Під комуністичної влади в церкві облаштували склад, поступово перетворюючи в руїну.
Будівництво нової церкви почалось 1989 році за пожертвувань мешканців та уродженців Залукви. Автор проекту — Василь Крук.
12 липня 1991 року новий храм освятили єпископ-ординарій УГКЦ Кир Софрон Дмитренко та декан Галицького деканату отець Василій Завірач.
Протягом 2014—2016 років проведено реконструкцію внутрішнього інтер'єру церкви під керівництвом художника Володимира Сірка.

### Капличка, побудована до десятиріччя скасування кріпацтва
У 1858 році з нагоди десятих роковин скасування кріпацтва була побудована капличка.
У 1980-х роках комуністи її зруйнували.
Відбудували капличку 1991 році.

## Відомі люди

### Народилися
- Іван Мирон — інженер залізничної служби, громадський діяч, член першого уряду Зунру.
- Алиськевич Андрій — український педагог, науковий і громадський діяч, германіст.
- Абрагомович Зігмунт — дослідник історії та культури караїмів.
- Навроцький Степан — український стигматик.
- Гнат Лисак — воїн-кулеметник УПА «Лютий»[4].
- Марія Скрентович (Лаврів) — членкиня ОУН (псевдо «Олеся», «Звенислава», окружна жіноцтва Станіславщини. У 1990-х — активний член ряду громадських організацій Донеччини.

### Відвідували
- Абрагамович Захарія — політичний діяч, поет, який писав вірші караїмською, українською, польською мовою.

### Поховані
- Лаврецький Лев — один з першодослідників давнього Галича.

### Працювали
- Іванна Омелянівна Блажкевич — директор Залуквянської школи, організатор встановлення української влади 2 листопада 1918 року в Галичі, депутат Народних Зборів Західної України, українська дитяча письменниця. Встановлена меморіальна дошка на фасаді школи[5].

### Військовики
29 квітня 2022 року в бою з російськими окупантами загинув уродженець Залукви Роман Чайка.

### Пов'язані зі селом
- Леві бен Шломо Ашкеназі з Залукви — рабин

Памятник Богдану Хмельницькому